# Zagórze (Myszków)
Pour les articles homonymes, voir Zagórze.
Zagórze est une localité polonaise de la gmina de Niegowa, située dans le powiat de Myszków en voïvodie de Silésie.